# Stalachtis phyllodoce
Stalachtis phyllodoce är en fjärilsart som beskrevs av Doubleday 1847. Stalachtis phyllodoce ingår i släktet Stalachtis och familjen juvelvingar. Inga underarter finns listade i Catalogue of Life.